# Глинянка (зупинний пункт)
Глинянка — пасажирський залізничний зупинний пункт Київської дирекції Південно-Західної залізниці на неелектрифікованій лінії Чернігів — Горностаївка.
Розташований біля села Глиненка Ріпкинського району Чернігівської області між станціями Голубичі (4,5) та Грибова Рудня (17 км).
На зупинному пункті зупиняються приміські поїзди.